# Rhabdomastix (Lurdia) neolurida flaviventris
Rhabdomastix (Lurdia) neolurida flaviventris is een ondersoort van de tweevleugelige Rhabdomastix (Lurdia) neolurida uit de familie steltmuggen (Limoniidae). De ondersoort komt voor in het Nearctisch gebied.